# Roman Kliczuk
Roman Wasylowycz Kliczuk (ukr. Роман Васильович Клічук, ur. 31 października 1972 w Czerniowcach) – ukraiński polityk i przedsiębiorca, mer Czerniowiec od 30 listopada 2020 roku.

## Życiorys
Urodził się 31 października 1972 roku w Czerniowcach w rodzinie lekarzy. Ukończył Bukowiński Państwowy Uniwersytet Medyczny i studiował w Kijowsko-Mohylańskiej Szkole Biznesu przy Uniwersytecie Narodowym „Akademia Kijowsko-Mohylańska”. Do 1997 roku pracował jako lekarz, następnie zajął się działalnością gospodarczą.
W 1998 roku stanął na czele założonego wraz ze wspólnikami przedsiębiorstwa Roma, specjalizującego się w hurtowej sprzedaży alkoholi i artykułów spożywczych w obwodzie czerniowieckim i sąsiednich obwodach. W 2020 roku 24 Kanał określił Romana Kliczuka „wódczanym królem Czerniowiec”. W 2024 roku Roma była największym płatnikiem podatków w Czerniowcach spośród przedsiębiorstw prywatnych, pomimo tego Kliczuk był wielokrotnie oskarżany o unikanie płacenia podatków.
Kliczuk jest także założycielem sieci sklepów spożywczych Tajstra Group, właścicielem sieci restauracji, pubów i pizzerii, zrzeszonych w spółce Hojra Group oraz współwłaścicielem przedsiębiorstwa Brusnyćka Macesta zajmującego się działalnością gastronomiczną i hotelarską.
Od 2020 roku jest członkiem Rady Nadzorczej Czerniowieckiego Uniwersytetu Narodowego im. Jurija Fedkowycza. Kliczuk jest współzałożycielem organizacji społecznych „Inspirujące Miasto”, „Klub Przedsiębiorców Bukowiny” i „Wolna Kolumna”.

### Kariera polityczna
W latach 2006–2010 był deputowanym rady obwodu czerniowieckiego V kadencji z ramienia partii Batkiwszczyna i członkiem komisji budżetowej. W latach 2016–2018 był członkiem komitetu wykonawczego Rady Miasta Czerniowce.
W 2018 roku wstąpił do partii Samopomoc, z której ramienia ubiegał się o mandat posła do Rady Najwyższej Ukrainy w wyborach w 2019 roku.
29 listopada 2020 roku Kliczuk wygrał wybory na mera Czerniowiec z ramienia lokalnej partii Jedyna Alternatywa. Kliczuk otrzymał 59,5% głosów, a jego kontrkandydat Witalij Mychajłyszyn uzyskał 40,5% głosów.
Na początku rosyjskiej inwazji na Ukrainę rozpoczętej 24 lutego 2022 roku Kliczuk organizował wsparcie humanitarne z zagranicy, w tym z Polski, które przeznaczone było dla ukraińskich miejscowości, w których sytuacja była najcięższa. Ponadto spółki miejskie w Czerniowcach oraz przedsiębiorstwa należące do mera angażują się we wspieranie Sił Zbrojnych Ukrainy, w tym jednostek frontowych.

### Krytyka
Ukraińskie media zarzuciły Kliczukowi unikania płacenia podatków i nielegalną sprzedaż alkoholu. Ukraińscy dziennikarze śledczy odkryli, że firmy kontrolowane przez Kliczuka unikały płacenia podatków zaniżając wielkość dochodów w przedsiębiorstwach, a funkcjonariusze organów ścigania potwierdzili tę informację. Początkowo Kliczuk pozwał dziennikarzy za te publikacje, ale w grudniu 2020 roku, po objęciu urzędu mera Czerniowiec, zwrócił się do sądu z prośbą o niebranie złożonych przez niego pozwów pod uwagę.

## Rodzina
Roman Kliczuk ma żonę i trójkę synów. Jest krewnym byłego ministra sprawiedliwości Pawła Petrenki. W 2015 roku Bożena Petrenko, siostrzenica Petrenki od strony matki i siostrzenica Kliczuka od strony ojca, była podejrzana o nielegalny zakup dwóch mieszkań i samochodu o wartości 7 milionów hrywien. Matka Bożeny oświadczyła, że otrzymała pieniądze od Kliczuka, choć on sam zaprzeczył tej informacji. Zeznał, że pomagał siostrzenicy jedynie finansowo, pokrywając koszty jej studiów i podróży.